# Monika Szczepaniak
Monika Szczepaniak – polska literaturoznawczyni, prof. dr hab. nauk humanistycznych, profesor Wydziału Nauk o Kulturze Uniwersytetu Kazimierza Wielkiego w Bydgoszczy.

## Życiorys
1 października 1998 obroniła pracę doktorską Dekonstrukcja mitu w wybranej prozie Elfriede Jelinek, 6 marca 2007 habilitowała się na podstawie pracy zatytułowanej Obrazy Sinobrodych w literaturze niemieckojęzycznej z perspektywy badań nad męskością. Została zatrudniona na stanowisku profesora nadzwyczajnego w Katedrze Germanistyki na Wydziale Humanistycznym Uniwersytetu Kazimierza Wielkiego. 14 stycznia 2021 otrzymała tytuł profesora nauk humanistycznych w dyscyplinie literaturoznawstwo.
Kieruje Katedrą Komparatystyki Kulturowej Wydziału Nauk o Kulturze Uniwersytetu Kazimierza Wielkiego w Bydgoszczy oraz pełniła funkcję członka Rady Młodych Naukowców Organów Opiniodawczego i Doradczego Ministra Ministerstwa Nauki i Szkolnictwa Wyższego, a także Zespołu Specjalistycznego, Interdyscyplinarnego, Doradczego i Zadaniowego Ministra; Zespołu Specjalistycznego Nauk Humanistycznych i Społecznych (do spraw Projektów Badawczych) Ministerstwa Nauki i Szkolnictwa Wyższego.
Jest autorką lub współautorką ponad 80 publikacji naukowych.  Jej badania dotyczą głównie współczesnej literatury niemieckojęzycznej, zwłaszcza twórczości Elfriede Jelinek, konstrukcji męskości w literaturze, obrazów wojny i przemocy,  sposobów reprezentacji przestrzeni i atmosfer, miłości i pożądania w niemieckojęzycznych tekstach literackich.